# جن زیبا
جن زیبا فیلمی به کارگردانی و نویسندگی بایرام فضلی و به تهیه‌کنندگی مهرداد فرید محصول سال ۱۳۹۶ است.

## داستان فیلم
یدالله در یک تیمارستان کار می‌کند و به تازگی بخاطر فوت همسرش تنها شده‌است.:در همین حال دلارام که در تیمارستان بستری است برای دیدن فرزندش از یدالله کمک می‌خواهد. یدالله یک سال است زنش را از دست داده و حالا غمگین است. او شب‌ها در خانه بزرگ و قدیمی‌اش تنهاست تا این که اتفاق جدیدی برایش رخ می‌دهد…

## بازیگران
| بازیگر         | نقش          |
| -------------- | ------------ |
| فرهاد اصلانی   | یدالله       |
| نورگل یشیلچای  | دلارام       |
| لیلا زارع      | دختر یدالله  |
| لیلا موسوی     | پرستار فاطمه |
| محرم زینالزاده | نگهبان       |
| هوشنگ رادی‌پور  | حاج حسین     |